# Proclamatie van de Republiek Brazilië
De Proclamatie van de Republiek Brazilië vond plaats op 15 november 1889, toen militairen na een korte constitutionele revolutie (lees: staatsgreep) de keizer afzetten en het monarchale stelsel vervingen door een republikeins stelsel.

## Voorspel

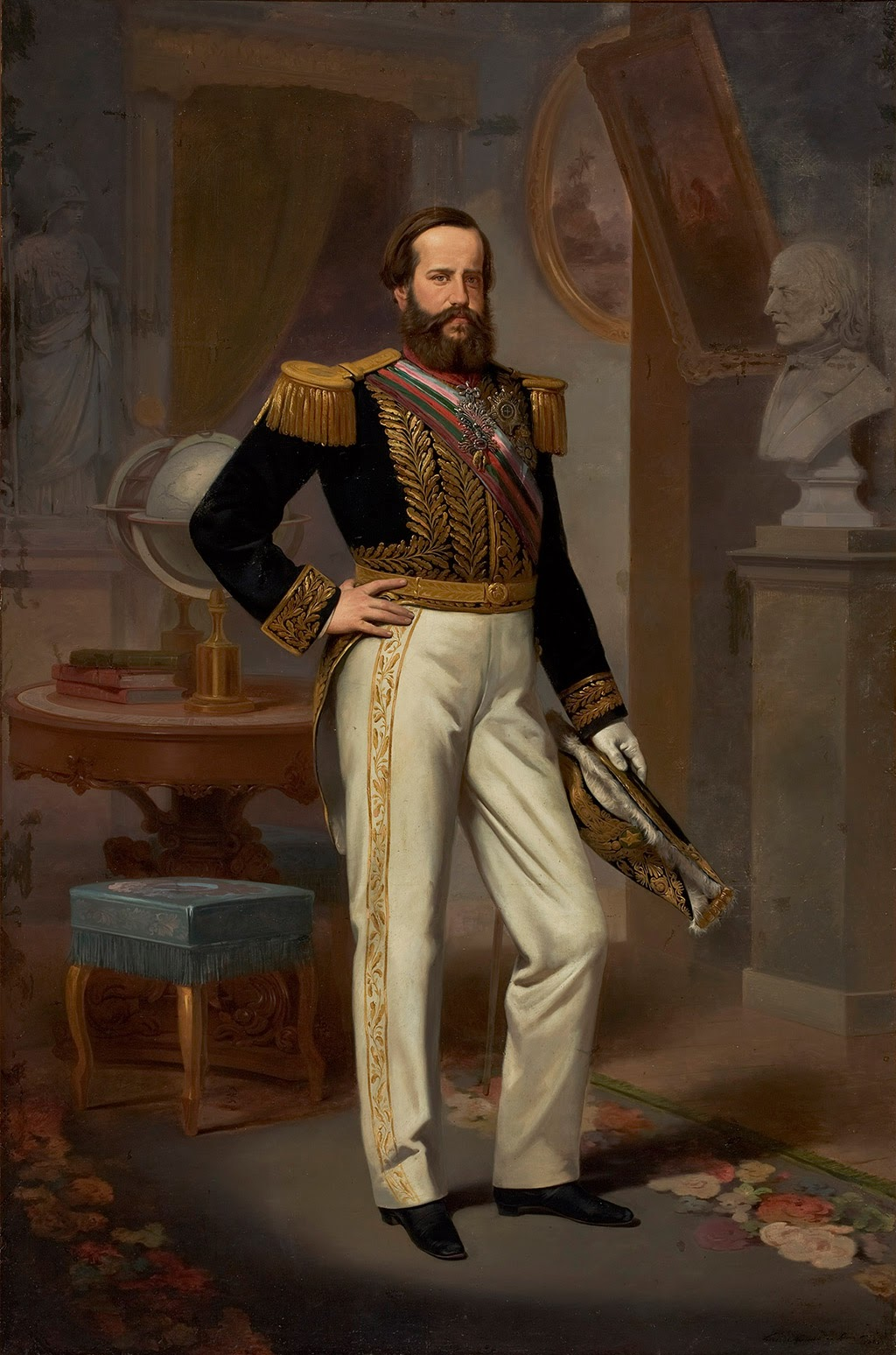
Keizer Peter II van Brazilië
door Victor Meirelles

Brazilië was van 1822 tot 1889 een keizerrijk en werd geregeerd door keizers uit het Huis Bragança, hetzelfde vorstenhuis dat ook over Portugal regeerde. De eerste keizer was Peter I, zoon van de Portugese koning Johan VI. In 1831 trad keizer Peter I af ten gunste van zijn zoon Peter II. Peter II regeerde het land 58 jaar. Zijn bewind was gematigd liberaal, maar het regeren werd hem bemoeilijkt door de conservatieve oligarchen, die met name de afschaffing van de slavernij - de keizer zelf was fel voorstander van een geleidelijke afschaffing van de slavernij - tegenwerkten. Ook ondervond de keizer weerstand van de republikeinen. Van 1865 tot 1870 vochten Paraguay en de Drievoudige Alliantie, bestaande uit Argentinië, Uruguay en Brazilië de Oorlog van de Drievoudige Alliantie uit. De oorlog werd weliswaar gewonnen door de Drievoudige Alliantie en resulteerde in flink wat gebiedsverlies voor Paraguay, maar kostte ook veel geld. Brazilië kwam in de financiële problemen. Ook de problemen tussen de Rooms-Katholieke Kerk en de keizer - op zich een vroom rooms-katholiek - in de jaren zeventig van de negentiende eeuw, de laatste weigerde een veroordeling van paus Pius IX voor te lezen waarin de laatste de vrijmetselarij veroordeelde - zorgde voor ergernis.
Sinds de jaren zeventig van de negentiende eeuw was er ook een goed georganiseerde republikeinse partij vertegenwoordigd in het Braziliaanse parlement. De republikeinen van het eerste uur waren sterk beïnvloed door het positivisme van kolonel Benjamin Constant Botelho de Magalhães, een leraar aan de militaire academie. Later sloten ook ontevreden (federalistische) conservatieven en liberalen zich bij de republikeinen aan, omdat zij ontevreden waren over het beleid van de keizer en diens regering. De conservatieven sloten zich vooral bij de republikeinen aan na de afschaffing van de slavernij in 1888. Dit was gebeurd bij keizerlijk decreet (tijdens het regentschap van Prinses Isabella) en de conservatieve oligarchen vreesden dat de afschaffing van de slavernij ongunstig zou zijn voor de economie. Overigens waren de oude republikeinen, de republikeinen van het eerste uur dus, altijd tegen de slavernij geweest, wat dat betreft was de samenwerking tussen de conservatieven en republikeinen wel wat vreemd, maar men had elkaars steun nodig tegen de monarchie.

### Militairen

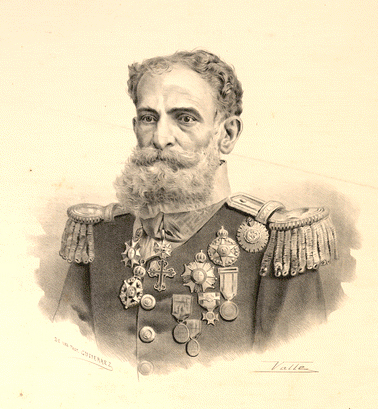
Maarschalk Manuel Deodoro da Fonseca.

De militairen waren vooral ontevreden over de monarchie. Zij waren sterk gekant tegen het feit dat het ministerie van Oorlog bijna altijd werd geleid door een burger. De legerhervorming van de jaren 80 van de negentiende eeuw zorgde er ook voor dat radicale militairen uit de middenklasse doordrongen in de legertop. Ontevreden legerofficieren richtten de Militaire Club (Clube Militar) op. Maarschalk Manuel Deodoro da Fonseca, een veteraan uit de Oorlog van de Drievoudige Alliantie, werd tot voorzitter gekozen. Kolonel Benjamin Constant werd vicevoorzitter. Da Fonseca stond bekend als behoudend en had weinig op met de positivistische ideeën van Constant, maar hij was wel een republikein geworden omdat hij de monarchie als een sta in de weg voor hervormingen vond.

## Destaatsgreep
Republikeinen, een deel van het leger en een deel van de oligarchie hadden elkaar dus gevonden wat betreft de staatsvorm van Brazilië. Het leger zou het complot tot omverwerping van de monarchie uitdenken en uiteindelijk de staatsgreep uitvoeren die een einde maakte aan 77 jaar monarchie. Op 9 november 1889 waren keizersgetrouwe officieren uitgenodigd voor een bal ter ere van een bezoek van Chileense marineofficieren. De republikeinse officieren van de Militaire Club waren niet uitgenodigd en zagen hun kans schoon om tijdens een nachtelijke vergadering de laatste details voor de coup voor te bereiden. Een "revolutionaire regering" werd gevormd met maarschalk Deodoro da Fonseca aan het hoofd en maarschalk Floriano Peixoto als zijn plaatsvervanger. De coup stond gepland voor 20 november 1889.
Echter, op 14 november, deed het gerucht de ronde dat maarschalk Deodoro da Fonseca en kolonel Constant waren gearresteerd. Deze geruchten waren doelbewust de wereld in geholpen door de samenzweerders die hoopten dat twijfelende officieren nu over de streep zouden worden geholpen nu twee populaire officieren "gevangen waren gezet." Militaire eenheden gingen naar het huis van Da Fonseca en merkten dat de maarschalk niet was gearresteerd. Er was nu echter geen weg meer terug voor de militairen en Da Fonseca en Constant rukten met 600 militairen op naar Rio de Janeiro. De premier, Visconde de Ouro Preto, diende in de morgen van 15 november zijn ontslag in. Deodor da Fonseca riep bij aankomst in de hoofdstad ten overstaan van juichende militairen "Leve de Keizer." Niets wees er op dat de uitroeping van de republiek nog slechts een kwestie van tijd was. Ook premier Visconde de Ouro Petro en keizer Peter II hadden slechts het idee dat er een militaire regering zou worden ingesteld.

## Proclamatie van de republiek

Tijdelijke vlag van de republiek, 15-19 november 1889

De avond van 15 november werd door José do Patrocínio, een oude republikein afkomstig uit een slavenfamilie, de proclamatie van de republiek geschreven. Hij werd de volgende dag, 16 november, openbaar gemaakt. Het was ook pas op die dag dat keizer Peter II van Brazilië, residerende te Petropolis, op de hoogte werd gesteld van het feit dat hij als keizer was afgezet en dat de republiek was uitgeroepen. De keizer en diens familie kregen 48 uur de tijd om Brazilië te verlaten. De keizer en zijn familie vertrokken naar Europa. Keizer Peter II overleed op 5 december 1891 in Parijs. Zijn vrouw, keizerin Theresia van Bourbon-Sicilië overleed al op 28 december 1889 in Porto.
De nieuwe republiek was ontstaan door een staatsgreep, georganiseerd door een groepje militairen, republikeinen en oligarchen, die het onderling niet eens waren (behalve dan dat zij allen republikeins waren). De bevolking was echter niet onder de indruk van de staatsgreep, eerder stond men afwijzend over de instelling van de republiek. De eerste jaren van de republiek waren verre van stabiel en het land was geen democratie geworden, zoals de meeste republikeinen hadden gehoopt, maar een militaire dictatuur, eerst onder Deodoro da Fonseca, en daarna onder maarschalk Floriano Peixoto.

## Verwijzingen
1. ↑  "Order and Progress," A Political History of Brazil, door: Ronald M. Schneider (1991), blz. 56
2. 1 2  "Order and Progress," A Political History of Brazil, door: Ronald M. Schneider (1991), blz. 63
3. ↑  "Order and Progress," A Political History of Brazil, door: Ronald M. Schneider (1991), blz. 64